# Pagasitischer Golf
Der Pagasitische Golf (griechisch Παγασητικός κόλπος, Pagasitikos kolpos),  auch Pagasäischer Golf, Golf von Pagasai oder Golf von Volos, ist eine Bucht der Ägäis. Er befindet sich in der griechischen Region Thessalien und wird östlich durch die Halbinsel Pilion von der übrigen Ägäis getrennt. Der Pagasäische Golf liegt etwa 150 km nordwestlich von Athen, hat einen Durchmesser von 20 bis 30 Kilometern  und ist von der griechischen Landschaft Magnisia umschlossen. Durch die Meerenge von  Trikeri im Süden ist der Golf mit der Ägäis verbunden, die einzige größere Insel in dem Gewässer ist die ehemalige Gefängnisinsel Paleo Trikeri. Die wichtigsten antiken Städte waren Phylake, Theben, Iolkos und Halos; heute ist die Hafenstadt Volos am bedeutendsten.
Ende August 2024 kam es in der Gegend von Volos zu einem großen Fischsterben bei dem über 70 Tonnen tote Fische am Ufer des Pagasitischen Golfes angespült wurden. Der Notstand wurde ausgerufen.